# Акерсхус
Акерсхус (норв. Østfold) је округ у југоисточном делу Норвешке. Управно седиште округа је град Осло, који је, због значаја и величине, издвојен из округа. Најзначајније насеље у оквиру округа је Лилестрем, а битни су Дребак и Ски. Сва већа насеља у округу су суштински предграђа главног града.
Површина округа Акерсхус је 4.918,05 km², на којој живи око 550 хиљада становника.
Округ је добио назив по дворцу Акерсхус.
Грб потиче из 1987. године и представља кровове на дворцу Акерсхус.

## Положај и границе округа
Округ Акерсхус се налази у југоисточним делу Норвешке и граничи се са:
- север: округ Акерсхус,
- исток: округ Хедмарк,
- југоисток: Шведска,
- југ: округ Естфолд,
- југозапад: Северно море (Залив Осло),
- запад: округ Бускеруд.

Град Осло, који је самосталан округ, се налази у средишту округа Акерсхус.

## Природни услови
Акерсхус је приморски округ, који има планинско и шумовито залеђе на северу и истоку. Приобаље на југозападу је у виду више мањих долина и омањих низија.
Округ излази на Северно море, на његов део Категат, тј. његов залив, Ословски фјорд. Обала је разуђена, са много мањих острва и полуострва. У источном делу округа се налази ток реке Гломе, најдуже у Норвешкој. У округу постоји и низ малих језера.

## Становништво
По подацима из 2010. године на подручју округа Акерсхус живи преко 550 хиљада становника, већином етничких Норвежана.
Округ последњих деценија бележи значајно повећање становништва. У последњих 3 деценије увећање је било за преко 50 %, што је највише у целој држави, а везано је за раст предграђа око Осла.
Густина насељености — Округ има густину насељености од преко 110 ст./км², што је готово 10 пута више од државног просека (12,5 ст./км²). Западни део округа, који чине предграђа Осла, је много боље насељен него планински на истоку.

## Подела на општине
Округ Акерсхус је подељен на 22 општине (kommuner).